# Луи Саа
Луѝ Лора̀н Саа̀ (на френски: Louis Laurent Saha), наричан в Англия Луис Саха, е бивш френски футболист, нападател.

## Кариера
Професионалната му кариера започва през 1998 г. във френския ФК Мец. През 1999 г. играе в Нюкасъл Юнайтед. От 2000 г. играе във ФК Фулъм. От 2004 е играч на Манчестър Юнайтед. През 2004 г. дебютира в националния отбор на Франция. През лятото на 2008 г. преминава във ФК Евертън. През 2012 г. играе за лондонския Тотнъм и Съндърланд. В началото на 2013 г. преминава в италианския Лацио, за който изиграва 6 мача.